# Ladislav Hobza
Ladislav Hobza (7. června 1901 Čučice – 22. prosince 1990) byl český a československý politik a advokát a soudce z lidu při Mimořádném lidovém soudu v Jihlavě (Třebíč), člen Československé strany národně socialistické (po roce 1948 nazývána Československá strana socialistická), za kterou byl po válce poslancem Prozatímního Národního shromáždění, Ústavodárného Národního shromáždění a Národního shromáždění ČSR.

## Biografie
Byl doktorem práv. V meziválečném období zasedal v předsednictvu Československé obce sokolské. Za druhé světové války byl vězněn v nacistických koncentračních táborech.
V letech 1945-1946 byl poslancem Prozatímního Národního shromáždění za národní socialisty. Mandát obhájil v parlamentních volbách v roce 1946 a stal se poslancem Ústavodárného Národního shromáždění, kde zasedal do parlamentních voleb v roce 1948, v nichž byl zvolen za Československou stranu socialistickou do Národního shromáždění v jihlavském volebním kraji.
V roce 1945 se stal župním důvěrníkem národních socialistů na Jihlavsku. Ve funkci byl potvrzen následujícího roku, ale roku 1947 ho nahradil Albín Fučík. V roce 1946 v jednom z projevů ostře kritizoval mocenský tlak KSČ. Pak ale patřil ke skupině členů národně socialistické strany, která po únorovém převratu v roce 1948 převzala ve straně moc a stala se loajální součástí komunistického režimu. Stal se pověřencem Akčního výboru Národní fronty pro Jihlavský kraj. KSČ mu přesto plně nedůvěřovala a ještě v roce 1949 ho popisuje jako člověka nepřátelsky naladěného k novému režimu s orientací na Západ, který se po roce 1948 začal pouze chovat opatrnicky. V letech 1968–1969 byl místostarostou dočasně obnovené Československé obce sokolské.

## Osobní život
Jeho manželkou byla atletka a držitelka světového rekordu Františka Vlachová. Působil také jako předseda Spolku Třebíčanů v Praze.